# Cavaliere al bivio
Il Cavaliere al bivio (in russo Витязь на распутье?, Vitjaz' na rasput'e) è un dipinto a olio di Viktor Michajlovič Vasnecov, del quale esistono varie versioni.  
La versione del 1882 è conservata al museo russo di San Pietroburgo, e quella del 1878 al museo d'arte e di storia di Serpuchov. L'opera è stata riprodotta anche sulla lapide di Viktor Vasnecov, al cimitero della Presentazione della Vergine di Mosca.

## Storia e descrizione
Viktor Vasnecov disegnò i primi schizzi di questa tela all'inizio degli anni 1870. Nel 1877, con l'aiuto di suo fratello Arkadij (Apollinarij Michajlovič), egli dipinse uno studio intitolato Voin v šleme s kol'čužkoj (in russo Воин в шлеме с кольчужкой?, "Guerriero con l'elmo e la cotta di maglia"). Il soggetto dell'opera si ispira a delle impressioni dell'autore sulla bilina Il'ja Muromec i razbojniki (in russo Илья Муромец и разбойники?, "Il'ja Muromec e i ladri").
Egli terminò questa prima versione quello stesso anno e la espose alla sesta mostra degli Ambulanti del 1878. Nel 1882, egli diede gli ultimi tocchi di pennello all'opera, che offrì al mecenate Savva Ivanovič Mamontov.
In una lettera al critico d'arte Vladimir Vasil'evič Stasov, Vasnecov scrisse:
Vladimir Stasov in seguito avrebbe elogiato il quadro, che ritrae il cavaliere mentre guarda con rassegnazione la lapide situata in un campo desolato, sul quale sono sparpagliate ossa umane e animali e che viene sorvolato dai corvi.

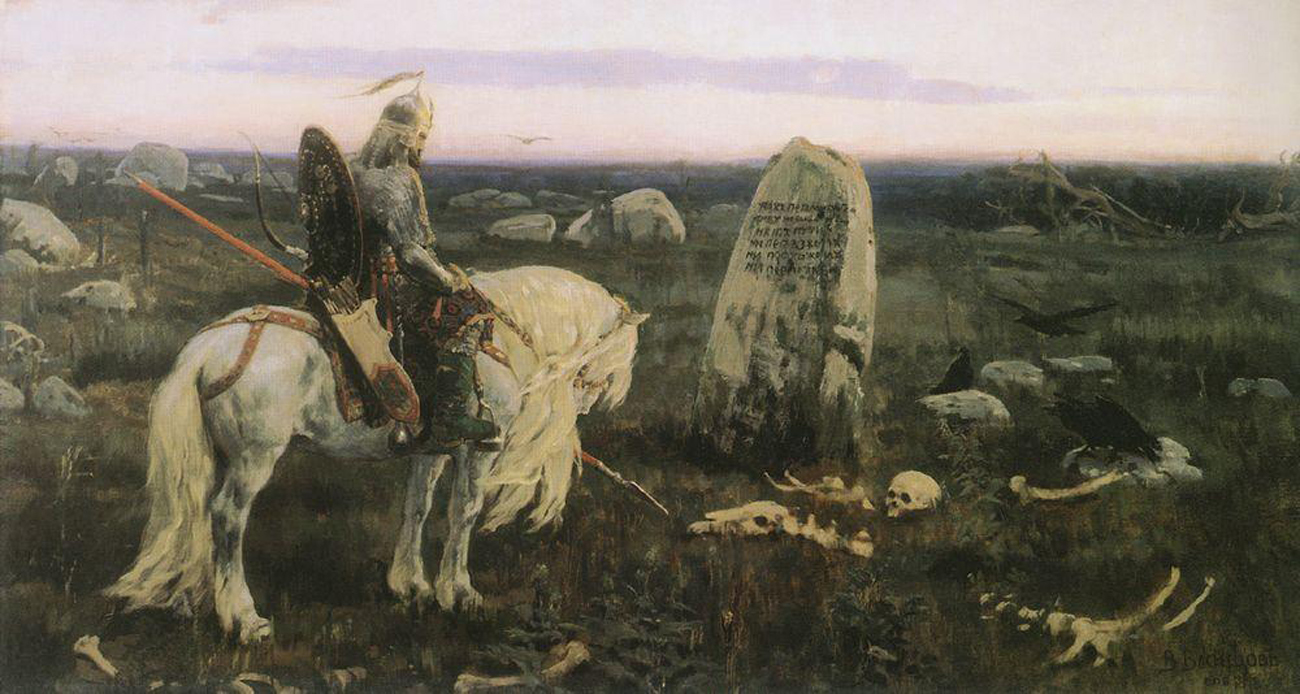
La versione conservata nel museo di Serpuchov.

Nei primi schizzi, il cavaliere era rivolto verso lo spettatore, e un sentiero era stata tracciato. La tela finale è più grande, la composizione è più densa, a rafforzare la figura monumentale del cavaliere. Vasnecov tolse il sentiero per accrescere la carica emotiva e indicare che non c'è altra via d'uscita che attraverso la lettura della pietra.
Vasnecov aveva trattato il tema del cavaliere nel 1870 nel suo acquerello intitolato Bogatyr, e lo avrebbe trattato ancora nel 1898 nel celebre quadro I bogatyri e, nel 1914, nel Bogatyrskij skok.

## Analogie
Il tema del bivio viene evocato in varie opere della letteratura cavalleresca occidentale. Per esempio, nel Méraugis de Portlesguez di Raoul de Houdenc (degli inizi del tredicesimo secolo), Méraugis, su consiglio su una damigella (probabilmente una fata), si trova di fronte a una croce con un'iscrizione magica, che sente spiegare da una voce mentre la legge: una delle vie si chiama Strada senza pietà, la seconda è la Strada dell'Ingiustizia, la terza la Strada senza nome; è quest'ultima quella che l'eroe sceglierà.